# 寺石雅英
寺石 雅英（てらいし まさひで、1961年7月10日 - ）は、日本の経営学者。
名古屋商科大学助教授、群馬大学教授、大妻女子大学教授などを歴任。群馬大学名誉教授。2001年にジャスダック上場企業の社外監査役に国立大学教官として初めて就任。専門はファイナンス論。

## 略歴
一橋大学商学部卒業。同大大学院商学研究科博士後期課程修了。
- 1989/04-1993/03 名古屋商科大学講師[4]
- 1993/04-1995/03 名古屋商科大学商学部助教授[1]
- 1995/04-2002/03 群馬大学社会情報学部助教授[1]
- 2002/04-2011/03 群馬大学社会情報学部教授[1]
- 2011/04/01- 大妻女子大学キャリア教育センター教授[3]
- 2012/04 群馬大学名誉教授[3]